# Kniajaia Baigorà
Kniajaia Baigorà (en rus: Княжая Байгора) és un poble de l'óblast de Lípetsk, a Rússia, que el 2013 tenia 827 habitants. Pertany al districte rural de Griazi.